# SBS 라디오 8 뉴스
《SBS 라디오 8 뉴스》는 SBS 러브FM에서 매일 밤 8시에 방송되었던 SBS 러브FM의 저녁뉴스 프로그램이다. 2009년 10월 26일부터 2011년 11월 20일 가을 개편으로 폐지되었다.

## 앵커
- 김광석 논설위원 (남)

## 역대 앵커
- 하남신 논설위원 (남)

| SBS 러브FM             |                      |                        |
| 이전                   | SBS 라디오 8 뉴스    | 다음                   |
| 구창모의 브라보 라디오 | SBS 라디오 8 뉴스    | 달콤한 밤 양정아입니다 |
| 저녁 6시 5분 ~ 밤 8시  | 밤 8시 ~ 밤 8시 30분 | 밤 8시 30분 ~ 밤 10시  |
|                        |                      |                        |